# Hanna Rudzka-Cybisowa

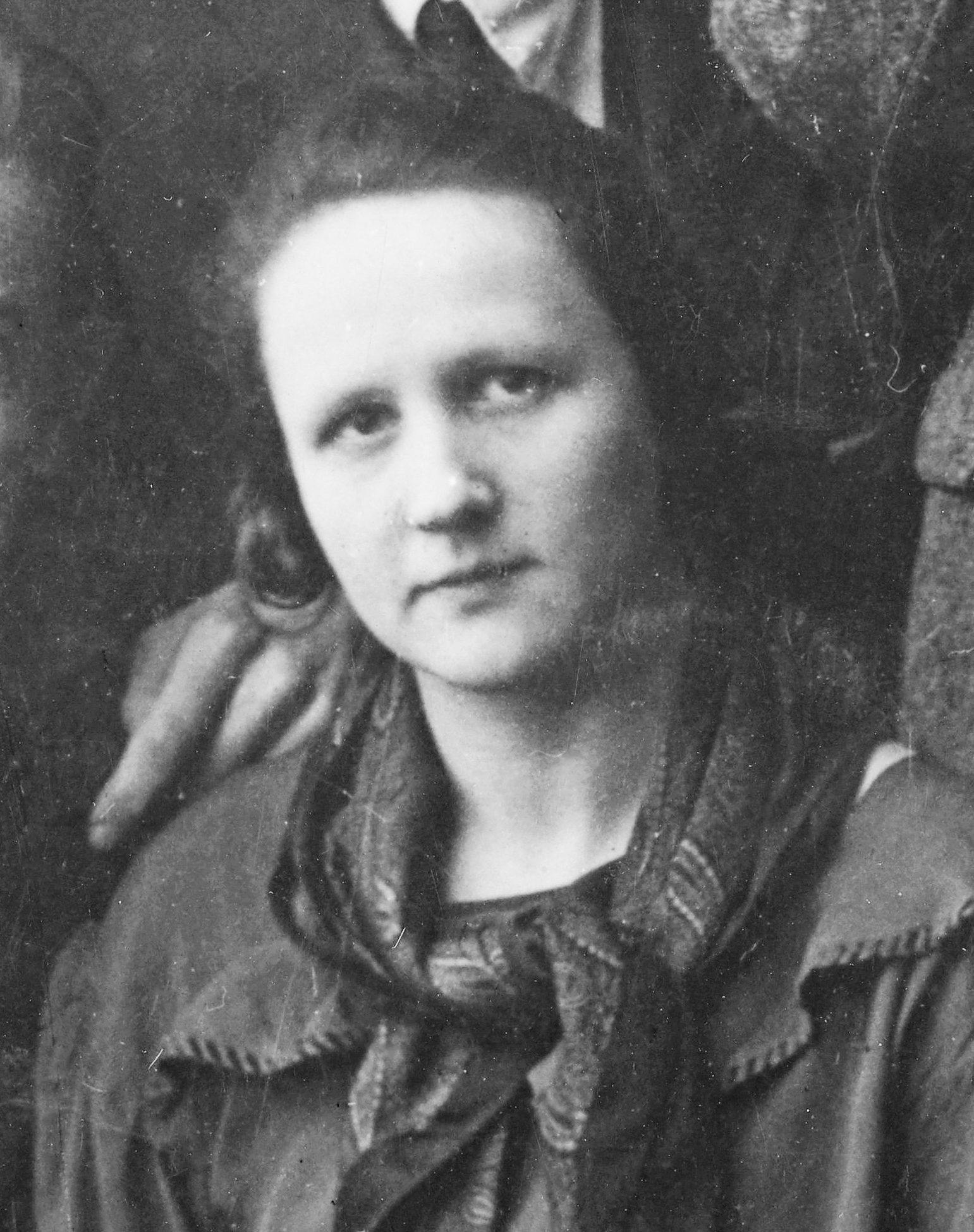
Hanna Rudzka-Cybis (1925)

Hanna Rudzka-Cybisowa, geb. Rudzka (* 27. Januar 1897 in Mława; † 3. Februar 1988 in Krakau) war eine polnische Malerin und Hochschullehrerin. Sie war eine Mitbegründerin des Pariser Komitees und mit Jan Cybis verheiratet.

## Leben
1917 begann Rudzka ihre Kunstausbildung an der Warschauer Kunstschule (polnisch: „Szkoła Sztuk Pięknych“) unter Miłosz Kotarbiński. Von 1921 an studierte sie an der Kunsthochschule in Krakau unter Ignacy Pieńkowski und Józef Pankiewicz. Im Jahr 1923 gehörte sie zu den Studenten, mit denen Pankiewicz das „Pariser Komitee“ in Krakau gründete. Im folgenden Jahr wechselte sie an die Dependance der Krakauer Akademie in Paris. 1930 nahm sie mit eigenen Werken an der ersten Ausstellung der „Kapisten“ in der Pariser „Galerie Zak“ teil, im nächsten Jahr in der „Galerie Moos“ in Genf. Im selben Jahr wurde sie auch in einer Kapisten-Ausstellung in Warschau gezeigt.
Von 1931 bis 1933 lebte sie in Krakau, im Anschluss bis 1939 wieder in Paris, wo sie ihre erste Einzelausstellung in der „Galerie Renaissance“ hatte. In den Jahren 1937 bis 1939 unterrichtete sie Lehrer am Gymnasium in Krzemieniec. 1945 erhielt sie als erste Frau einen Ruf als Professorin an die von Eugeniusz Eibisch geleitete Kunstakademie nach Krakau, wo sie 1960 zur Dekanin für Malerei ernannt wurde. Sie lehrte bis 1967. In den Jahren von 1948 bis 1950 war sie Vorsitzende des Krakauer Büros des Verbandes der Polnischen Bildenden Künstler ZPAP.
Nach dem Zweiten Weltkrieg stellte Rudzka-Cybisowa unter anderem 1946 auf der Internationalen Ausstellung von Gegenwartskunst bei der UNESCO in Paris sowie auf Schauen polnischer Malerei in New York City (1969), Chicago und Washington, D.C. (1969/70) aus. 1971 wurde ihr eine Retrospektive im Nationalmuseum in Posen gewidmet. Die Künstlerin erhielt viele Auszeichnungen, darunter 1964 das Komturkreuz des Ordens Polonia Restituta, 1965 die Auszeichnung 1. Klasse für ihr Lebenswerk vom polnischen Ministerium für Kultur und Kunst und 1966 den Zweiten Platz beim Grand Prix International d'Art Contemporain in Monte Carlo.